# Experience (альбом Глории Гейнор)
Experience (с англ. — «Опыт») — второй студийный альбом американский певицы Глории Гейнор, выпущенный 5 сентября 1975 года на лейбле MGM Records.

## Об альбоме
Первая сторона альбома сделана в танцевальном ключе — непрерывная девятнадцатиминутная сюита, состоящая из песен «Casanova Brown», «(If You Want It) Do It Yourself» и «How High the Moon». Вторая же сторона больше ориентирована на ритм-энд-блюзовую и соул-музыку, здесь уже песни идут с перерывами. В альбоме представлен ряд кавер-версий других исполнителей, включая «Walk On By» Дайон Уорвик. Помимо прочего, в альбоме представлена переработанная версия джазового стандарта «What’ll I Do» Ирвинга Берлина и песня собственного сочинения Глории Гейнор под названием «I’m Still Yours».

## Коммерческий приём
Альбом занял 64-е место в американском чарте Billboard Top LPs & Tape и 32-е место в американском чарте Hot Soul Albums. За пределами США альбом дела в чартах обстояли чуть лучше: в Австралии он занял 23-ю позицию в национальном чарте, в Швеции — 28-ю, а в Канаде добрался до 33-й строчки.
Из альбома было выпущено четыре сингла: «Walk On By», «Casanova Brown», «(If You Want It) Do It Yourself» и «How High the Moon». «Walk On By» и «How High the Moon» не имели особого успеха в США, но имели относительный успех в Европе, войдя в топ-40 чартов Великобритании, Германии, Нидерландов, Швеции. Последние три сингла были отправлены в ночные клубы США единой пластинкой, отчего все заняли первое место в Dance Club Songs.

## Отзывы критиков
Алекс Хендерсон из AllMusic отметил, что Глория Гейнор идёт по проторённой дорожке, разделяя альбом на танцевальную и лирическую части, однако, по его мнению, независимо от того, что она исполняет, певица не проявляет никаких признаков спада в сравнении с дебютным альбомом.

## Список композиций
| №  | Название                          | Автор(ы)                      | Длительность |
| -- | --------------------------------- | ----------------------------- | ------------ |
| 1. | «Casanova Brown»                  | Джимми Роач                   | 6:23         |
| 2. | «(If You Want It) Do It Yourself» | Джеймс Болден, Джек Робинсон  | 5:58         |
| 3. | «How High the Moon»               | Морган Льюис, Нэнси Гамильтон | 6:35         |

| №  | Название                            | Автор(ы)                   | Длительность |
| -- | ----------------------------------- | -------------------------- | ------------ |
| 4. | «The Prettiest Face I’ve Ever Seen» | Мэри Кайн                  | 3:00         |
| 5. | «What’ll I Do»                      | Бёртон Сеньор, Крис Эссель | 4:33         |
| 6. | «Tell Me How»                       | Лестер Годелин             | 3:11         |
| 7. | «I’m Still Yours»                   | Глория Гейнор              | 3:28         |
| 8. | «Walk On By»                        | Берт Бакарак, Хэл Дэвид    | 5:42         |

## Позиции в хит-парадах
| Хит-парад (1975)                       | Высшая позиция |
| -------------------------------------- | -------------- |
| Австралия (Kent Music Report)          | 23             |
| Канада (RPM Top Albums/CDs)            | 33             |
| США (Billboard 200)                    | 64             |
| США (Billboard Top R&B/Hip-Hop Albums) | 32             |
| Швеция (Sverigetopplistan)             | 28             |